# Porpidia soredizodes
Porpidia soredizodes är en lavart som först beskrevs av Lamy ex Nyl., och fick sitt nu gällande namn av J. R. Laundon. Porpidia soredizodes ingår i släktet Porpidia och familjen Lecideaceae.  Arten är reproducerande i Sverige. Inga underarter finns listade i Catalogue of Life.